# Simon Kiern
Simon Kiern (* 13. August 1913 in Trostberg; † 28. Mai 1946 in Landsberg am Lech) war SS-Hauptscharführer und als Blockführer im KZ Dachau eingesetzt.

## Biografie
Kiern, gelernter Sattelmacher, war verheiratet und Vater zweier Kinder. Zwischen 1929 und 1932 war Kiern Sozialdemokrat. Von Anfang Oktober 1932 bis Anfang März 1936 war er Angehöriger der Reichswehr, die nach Einführung der offiziellen Wehrpflicht im März 1935 als Wehrmacht firmierte. Danach war er kurzzeitig wieder Zivilist und trat zum 1. Februar 1937 der SS bei. Als Angehöriger der Nachrichtentruppe wurde er nach Dachau versetzt, wo er bis 1939 als Ausbilder bei der Nachrichtentruppe eingesetzt war. Anschließend wurde er in die Tschechoslowakei versetzt und kehrte 1941 in das KZ Dachau zurück, wo er wiederum bei der Fernmeldetruppe bis Juli 1941 tätig war. Danach wurde er als Blockführer und Schreiber im Büro des Schutzhaftlagerführers Egon Zill bis Anfang November 1942 in der Lagerkommandantur eingesetzt und anschließend in der Poststelle bis Anfang Dezember 1942, wo er auch für die Briefzensur zuständig war. Wegen des Diebstahls von zehn Zigaretten aus einem Brief wurde er für sechs Wochen in dem Dachauer Lagergefängnis und anschließend bis Mitte 1943 in München inhaftiert. Von dort wurde er in das Straflager der SS nach Strafvollzugslager Danzig-Matzkau überstellt und am 12. Februar 1945 zur Frontbewährung der Wehrmacht zugeteilt. Später setzte er sich ab und kehrte nach Dachau zurück, wo er für einen Tag durch die SS inhaftiert wurde. Am 30. April 1945 wurde Kiern durch Angehörige der US-Army festgenommen.
Am 15. November 1945 wurde Kiern im Dachau-Hauptprozess, der im Rahmen der Dachauer Prozesse stattfand, als Kriegsverbrecher von einem US-amerikanischen Militärgericht angeklagt und am 13. Dezember 1945 mit 35 weiteren Mitangeklagten zum Tod durch den Strang verurteilt. Beim Urteil wurden als individuelle Exzesstaten bei Kiern die Misshandlung von Häftlingen, die Teilnahme an drei Exekutionen sowie die Tötung eines Häftlings berücksichtigt. Das Urteil wurde am 28. Mai 1946 im Kriegsverbrechergefängnis Landsberg vollstreckt.